# 淑哲公主
固倫端獻長公主（1633年—1648年），清太宗皇太極第七女。

## 生平
天聰七年十一月十六日未時出生，生母為孝莊文皇后博尔济吉特氏，顺治帝福臨親姐。崇德六年 (1645年) 二月十六日，淑哲公主被許配給内大臣鄂齊爾桑之子鏗格爾耿，並且行初聘禮，俄齊爾桑於和碩親王以下、甲喇章京以上在篤恭殿舉行大宴時上獻駝馬。順治二年正月十六日，内大臣鄂齊爾桑之子喇瑪思尚固倫公主禮成，順治帝親臨武英殿賜予諸王群臣盛宴。順治五年 (1648年) 二月，淑哲公主去世，年僅十六歲；順治十三年六月十九日，順治帝追謚其為端獻長公主。
固倫端獻長公主葬於京師安定门外一所坐北朝南的坟院勝古西莊，坟院有東西朝房、又有馱龍碑一方的碑樓、院門三間、享殿五间，享殿内有一間汉白玉石龕供奉著一個以銀蓋覆口的青花瓷瓶，享殿后并无寶頂。